# Pandanus brachyphyllus
Pandanus brachyphyllus är en enhjärtbladig växtart som beskrevs av Elmer Drew Merrill och Lily May Perry. Pandanus brachyphyllus ingår i släktet Pandanus och familjen Pandanaceae. Inga underarter finns listade.